# J.R. Holden
Jon Robert Holden, detto J.R. (in russo Джон Роберт Холден?; Pittsburgh, 10 agosto 1976), è un ex cestista e dirigente sportivo statunitense naturalizzato russo.
Alto 185 cm per 84 kg, ha giocato nel ruolo di playmaker.

## Carriera
Nel 2005 e nel 2007 è stato convocato per giocare gli Europei in Spagna con la maglia della Nazionale russa, mentre nel 2008 è stato chiamato per i Giochi olimpici di Pechino.

## Palmarès

### Squadra
- Campionato belga: 1

Ostenda: 2000-01
- Campionato greco: 1

AEK Atene: 2001-02
- Campionato russo: 9

CSKA Mosca: 2002-03, 2003-04, 2004-05, 2005-06, 2006-07, 2007-08, 2008-09, 2009-10, 2010-11
- Coppa di Russia: 4

CSKA Mosca: 2004-05, 2005-06, 2006-07, 2009-10
- Coppa del Belgio: 1

Ostenda: 2001
- Eurolega: 2

CSKA Mosca: 2005-06, 2007-08
- VTB United League: 2

CSKA Mosca: 2008, 2009-10

### Individuale
- MVP VTB United League Final Four: 1

CSKA Mosca: 2009-10